# Bassoues
 Bassoues  là một xã thuộc tỉnh Gers trong vùng Occitanie tây nam nước Pháp. Xã này có độ cao trung bình 220 mét trên mực nước biển.
Sông Auzoue, một nhánh của sông Gélise, bắt nguồn ở khu vực tây nam thị trấn.